# Jérôme De Mayer
Jérôme De Mayer (21 juli 1875 - 18 augustus 1958) was een Belgisch boogschutter. 

## Levensloop
De Mayer verzamelde met het Belgisch team drie olympische medailles in de discipline 'bewegend vogeldoel' op de Olympische Spelen van 1920 in Antwerpen. Samen met Hubert Van Innis, Pierre Van Thielt, Edmond De Knibber, Louis Van Beeck, Louis Fierens, Louis Delcon en Alphonse Allaert behaalde hij goud op de '50 meter' (2701 pt.) en de '33 meter' (2958 pt.) en zilver op de '28 meter' (2924 pt).
Zijn schoonzoon Oscar Kessels was eveneens actief in het boogschieten, evenals zijn achterkleinzoon Philippe en betachterkleindochter Sarah Prieels.